# Patzún
Patzún est une ville du Guatemala.